# Gouvernement Zeine
République du Niger
Mahamadou 
Le gouvernement Ali Lamine Zeine est le gouvernement du Niger en fonction depuis le 9 août 2023.

## Historique du mandat

### Formation
Le 7 août 2023, Ali Lamine Zeine est nommé Premier ministre par la junte militaire au pouvoir depuis le 26 juillet 2023 en remplacement de Ouhoumoudou Mahamadou,,. Il forme son gouvernement le 9 août.
Outre des militaires et des indépendants, le gouvernement se compose aussi de membres du Mouvement démocratique nigérien pour une fédération africaine (MODEN/FA).

## Composition
| Portefeuille | Titulaire | Titulaire                 | Parti     |
| --- | --------- | ------------------------- | --------- |
| Premier ministre Ministre de l'Économie et des Finances                                                                            |           | Ali Lamine Zeine          | SE        |
| Ministre d'État Ministre de la Défense nationale                                                                                   |           | Salifou Modi              | Militaire |
| Ministre d'État Ministre de l'Intérieur, de la Sécurité publique et de l'Administration du territoire                              |           | Mohamed Toumba            | Militaire |
| Ministre de la Jeunesse et du Sport                                                                                                |           | Amadou Abdramane          | Militaire |
| Ministre des Affaires étrangères, de la Coopération et des Nigériens à l'extérieur                                                 |           | Bakary Yaou Sangaré       | MODEN/FA  |
| Ministre de la Santé publique, de la Population et des Affaires sociales                                                           |           | Garba Hakimi              | Militaire |
| Ministre directeur de cabinet du président du CNSP                                                                                 |           | Soumana Boubacar          | SE        |
| Ministre de l'Agriculture et de l'Élevage                                                                                          |           | Mahaman Elhadj Ousmane    | SE        |
| Ministre de l'Enseignement supérieur, de la Recherche et de l'Innovation technologique                                             |           | Mahamadou Saidou          | SE        |
| Ministre de l'Éducation nationale, de l'Alphabétisation, de l'Enseignement professionnel et de la Promotion des langues nationales |           | Elizabeth Sherif          | SE        |
| Ministre des Transports et de l'Équipement                                                                                         |           | Salissou Mahaman Salissou | Militaire |
| Ministre de l'Hydraulique, de l'Assainissement et de l'Environnement                                                               |           | Maizama Abdoulaye         | Militaire |
| Ministre de la Justice et des Droits de l'homme, garde des Sceaux                                                                  |           | Alio Daouda               | SE        |
| Ministre de la Fonction publique, du Travail et de l'Emploi                                                                        |           | Aissatou Abdoulaye Tondi  | SE        |
| Ministre de l'Urbanisme et de l'Habitat                                                                                            |           | Salissou Sahirou Adamou   | SE        |
| Ministre de l’Action humanitaire et de la Gestion des catastrophes                                                                 |           | Aissa Lawan Wandarama     | SE        |
| Ministre du Pétrole, des Mines et de l'Énergie                                                                                     |           | Mahaman Moustapha Barké   | MODEN/FA  |
| Ministre de l’Artisanat et du Tourisme                                                                                             |           | Aghaichata Guichene Atta  | SE        |
| Ministre de la Communication, des Postes et de l'Économie numérique                                                                |           | Sidi Mohamed Raliou       | SE        |
| Ministre du Commerce et de l'Industrie                                                                                             |           | Seydou Asman              | SE        |
| Ministre délégué auprès du Premier ministre, chargé des Finances                                                                   |           | Moumouni Boubacar Saidou  | SE        |